# ガンディー生誕記念日
ガンディー生誕記念日（ガンディーせいたんきねんび）は、インドの祝日で独立の父と称されるマハトマ・ガンディーの生誕を祝う記念日である。毎年10月2日である。
2007年6月に国連総会で採択された国際非暴力デーもこの記念日に由来する。

## 生誕 150 周年記念イベント
2019 年のマハトマ ガンジー生誕 150 周年には、多くの賛辞が贈られた。
- セントラル レイルウェイ ゾーンでは、生誕150周年を記念して、ディーゼル機関車に国章のトリコロールとガンジーの絵が描かれた[2]。
- インドのナレンドラモディ首相は 150ルピーの硬貨を発行した[3]。下院議員は、マハトマ・ガンジーのビジョンを前進させるために集団宣誓を行った。一方、インド人民党党首のアミット・シャーは、党の全国規模のガンジー・サンカルプ・ヤトラにフラグを立てた。夕方、モディ首相はグジャラート州のサバルマティアシュラムを訪れ、10,000 人のサルパンチに演説しました。彼はまた、インドが「野外排泄のない国」であると宣言し、クリーン・インディア・ミッションの成功を宣言し、プラスチック削減との戦いを開始した。
- 生誕150周年とガンディーへの貢献を記念する「ガンジーの絵はがき」と題する展覧会が、ジャミアミリアイスラミアのアートギャラリーで開催された。[4][5]